# Gmina Jutrosin
Die Gmina Jutrosin [ju'trɔɕin] ist eine Stadt-und-Land-Gemeinde im Powiat Rawicki der Woiwodschaft Großpolen in Polen. Sie hat etwa 7100 Einwohner. Ihr Sitz ist die gleichnamige Stadt (deutsch Jutroschin) mit 1966 Einwohnern (Stand 31. Dezember 2020).

## Geographie

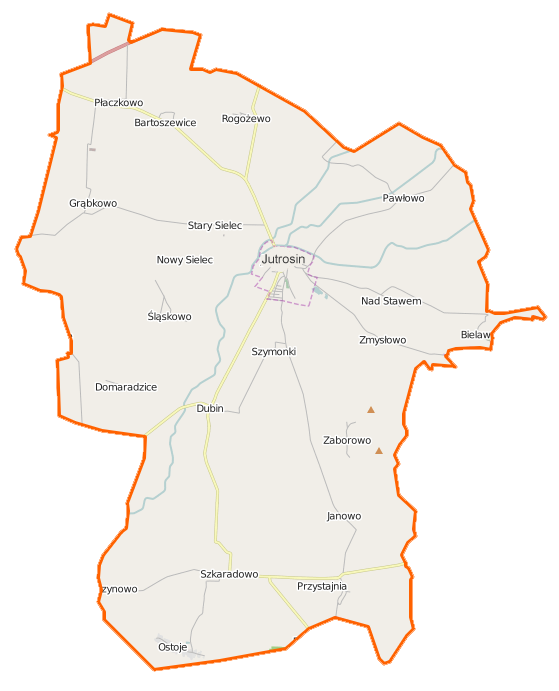
Karte der Gemeinde

Die Gemeinde liegt im Süden der Woiwodschaft und grenzt im Süden und Osten an die Woiwodschaft Niederschlesien. Die Kreisstadt Rawicz (Rawitsch) liegt 20 Kilometer westlich, Posen etwa 90 Kilometer nördlich. Zu den Gewässern gehören die Orla (Horle) und die Radęca, die nördlich der Stadt Jutrosin zu einem See aufgestaut wird.
Die Gemeinde hat eine Fläche von 114,9 km², 78 % werden land- und 15 % forstwirtschaftlich genutzt.

## Geschichte
Von 1975 bis 1998 gehörte die Gemeinde zur Woiwodschaft Leszno.

### Gemeindepartnerschaft
Seit 1993 besteht eine Partnerschaft mit der französischen Gemeinde Potigny im Département Calvados.

## Gliederung
Die Stadt-und-Land-Gemeinde (gmina miejsko-wiejska) Jutrosin besteht aus der Stadt selbst und 18 Dörfern mit Schulzenämtern (sołectwa):
| Name         | deutscher Name (1815–1919)                  | deutscher Name (1939–1945)              |
| ------------ | ------------------------------------------- | --------------------------------------- |
| Jutrosin     | Jutroschin                                  | 1939–1943 Orlahöh 1943–1945 Horlen      |
| Bartoszewice | Bartoschewitz                               | Barten                                  |
| Bielawy      | Bilawen                                     | Bismarckseich (Kr. Militsch)            |
| Domaradzice  | Domaradzitz                                 | Urnenfeld                               |
| Dubin        | Dubin                                       | 1939–1943 Spitzwald 1943–1945 Spitzwall |
| Grąbkowo     | Grombkowo 1911–1919 Gromkow                 | Streudorf                               |
| Janowo       | Janowo                                      | Hauswald                                |
| Jeziora      | Jeziora                                     | Torfweide                               |
| Nad Stawem   | Nadstawem 1905–1919 Grünweiler              | Grünweiler                              |
| Nowy Sielec  | Neu Sielec                                  | 1939–1943 Neusiedel 1943–1945 Schellitz |
| Ostoje       | Ostoje                                      | Standorf                                |
| Pawłowo      | Pawlowo                                     | Paulseck                                |
| Płaczkowo    | Platschkowo 1905–1919 Lindenort             | Lindenort                               |
| Rogożewo     | Rogozewo                                    | Hornau                                  |
| Śląskowo     | Slonskowo                                   | Sonnental                               |
| Szkaradowo   | Szkaradowo                                  | Deutschwehr                             |
| Szymonki     | Szymonki (älter Simunke)                    | Möhringen                               |
| Zaborowo     | Zaborowo 1905–1919 Bismarckseich            | Bismarckseich                           |
| Zmysłowo     | Zmyslowo 1905–1919 Grunewald älter Zmislave | Grunwald                                |

Siedlungen, Weiler und Ortsteile sind:
| Name          | deutscher Name (1815–1919) | deutscher Name (1939–1945) |
| ------------- | -------------------------- | -------------------------- |
| Bonowo        | Bonowo                     | Deutschwehr-Ost            |
| Borek         | (zu Domaradzitz)           | (zu Urnenfeld)             |
| Dębina        | Dembina                    | ?                          |
| Katarzynowo   | Katarzynowo                | Deutschwehr-Abbau          |
| Ochłoda       | Vorwerk Ochloda            | ?                          |
| Piskornia     | Piskornia                  | Fasanenhof                 |
| Stary Sielec  | Alt Sielec                 | Altsiedel                  |
| Stasin        | Stasin                     | Hauswald-Süd               |
| Wielki Bór    | Wielkibor                  | Waldhof                    |
| Żydowski Bród | Judenfurth                 | Hartschneide               |
| Zybki         | Zybki                      | Hauswald-Nord              |
| Zygmuntowo    | Zygmuntowo                 | Siegmundshof               |

## Baudenkmale
Unter Schutz gestellte Sehenswürdigkeiten, die bei der Woiwodschaft als Baudenkmal eingetragen sind:
- Friedhofskirche mit Glockenturm in Jutrosin (1777)
- Ehemalige evangelische Kirche und Friedhof in Jutrosin (1862–1863)
- Kirche der heiligen Elisabeth in Jutrosin (1900–1903)
- Klassizistisches Rathaus in Jutrosin (1840)
- Windmühle bei Dubin (1797)
- Scheunen in Dubin (19. Jahrhundert)
- Kirche St. Martin in Szkaradowo (1810–1812)

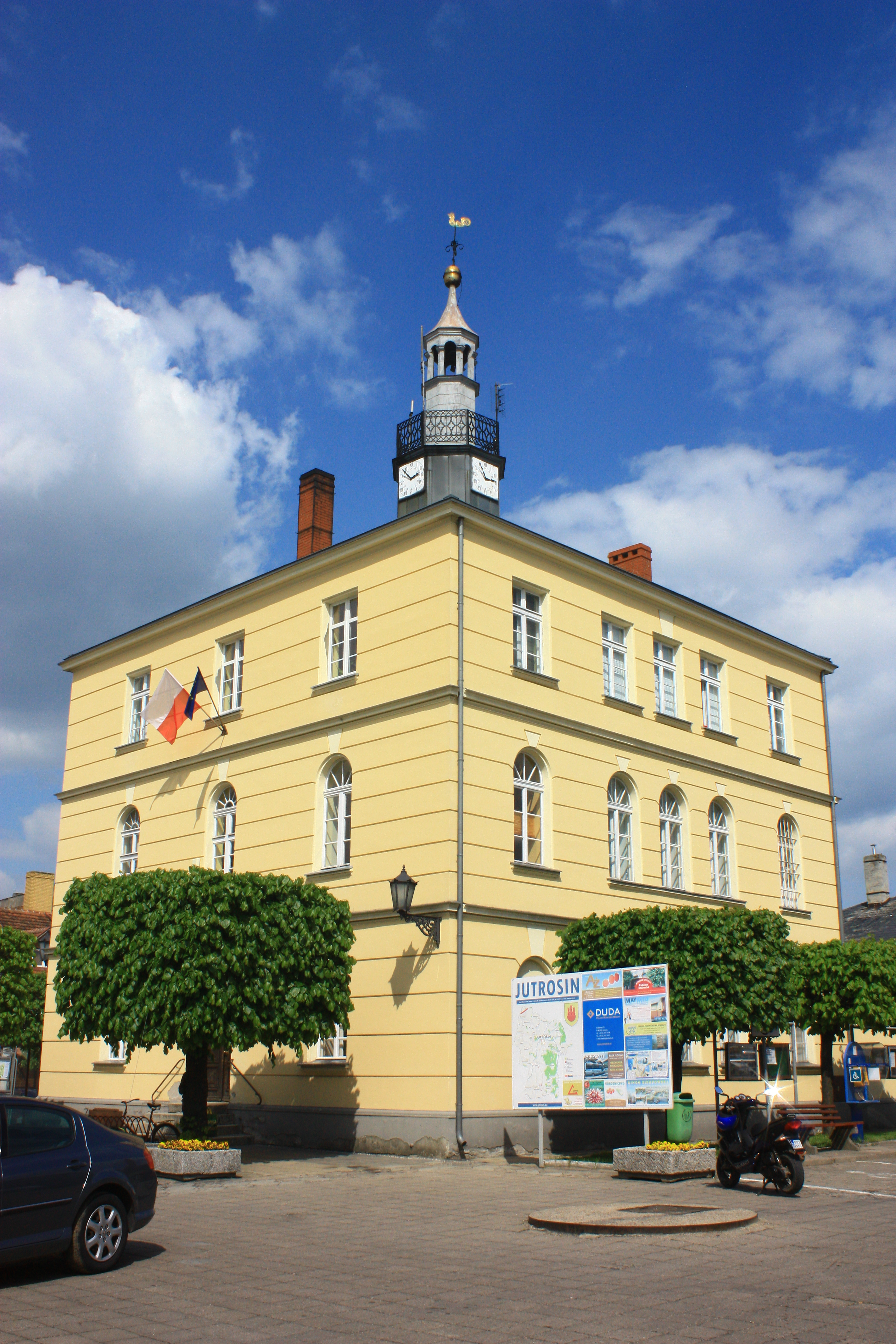
Rathaus in Jutrosin
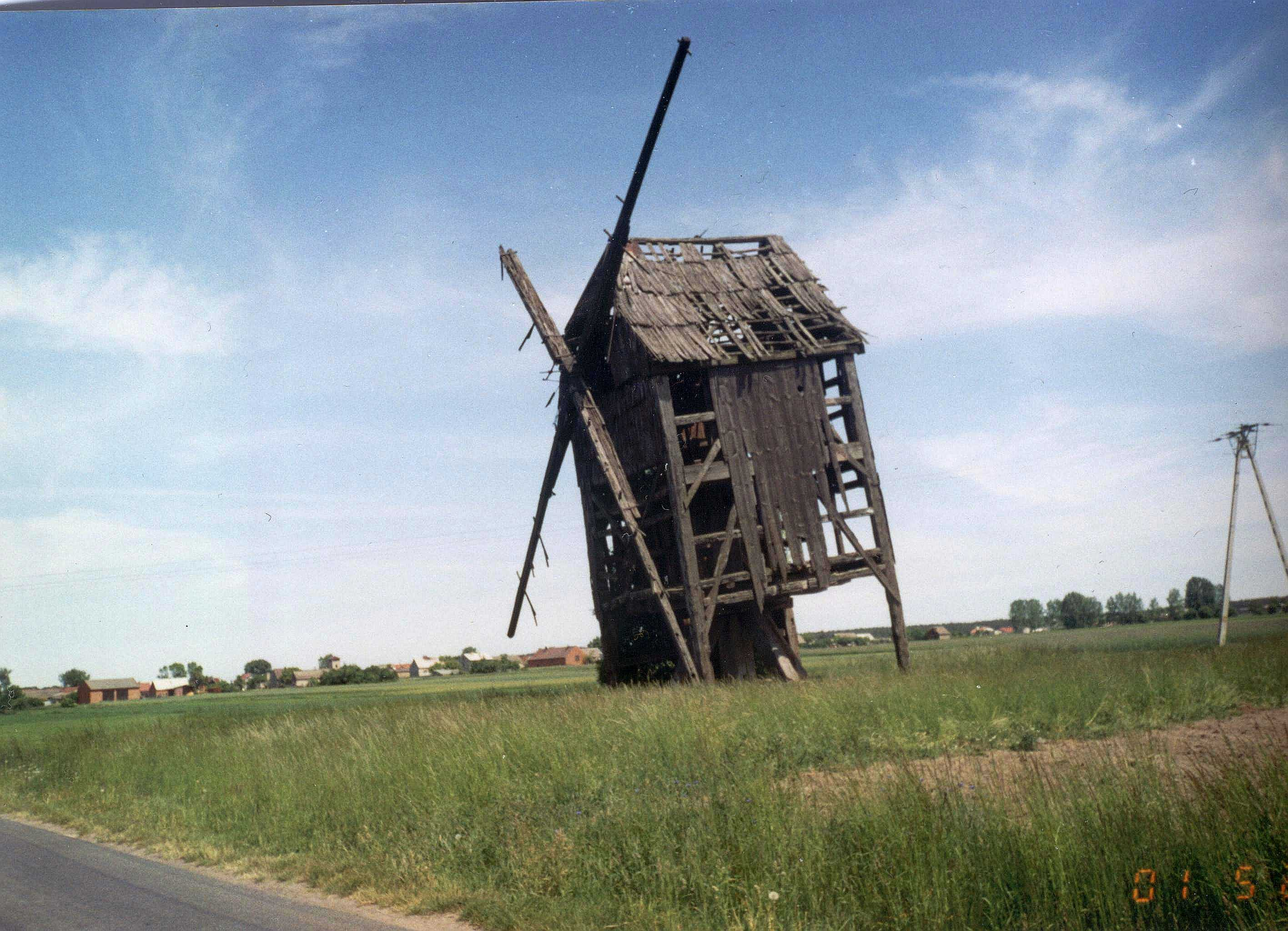
Windmühle bei Dubin
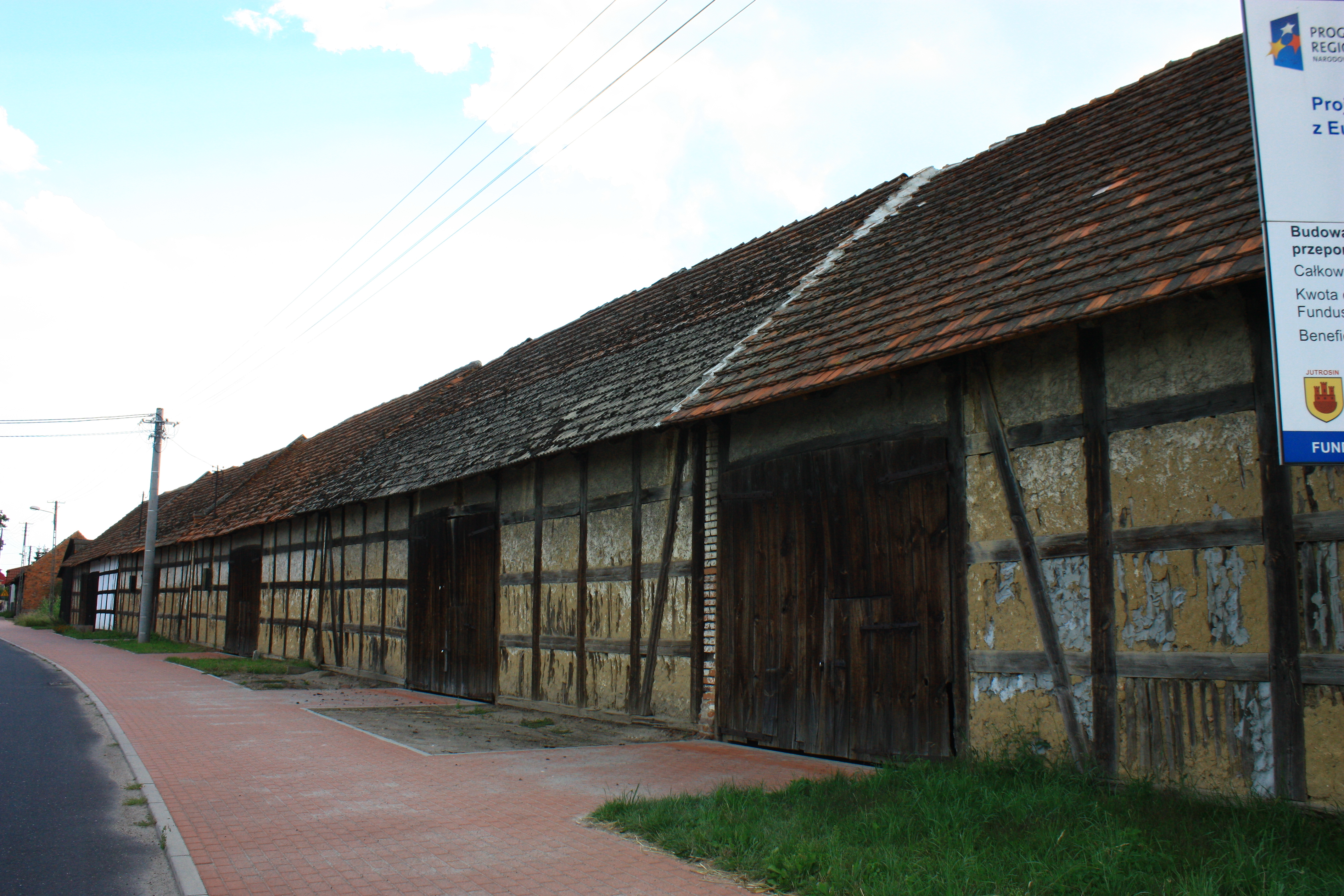
Scheunen in Dubin
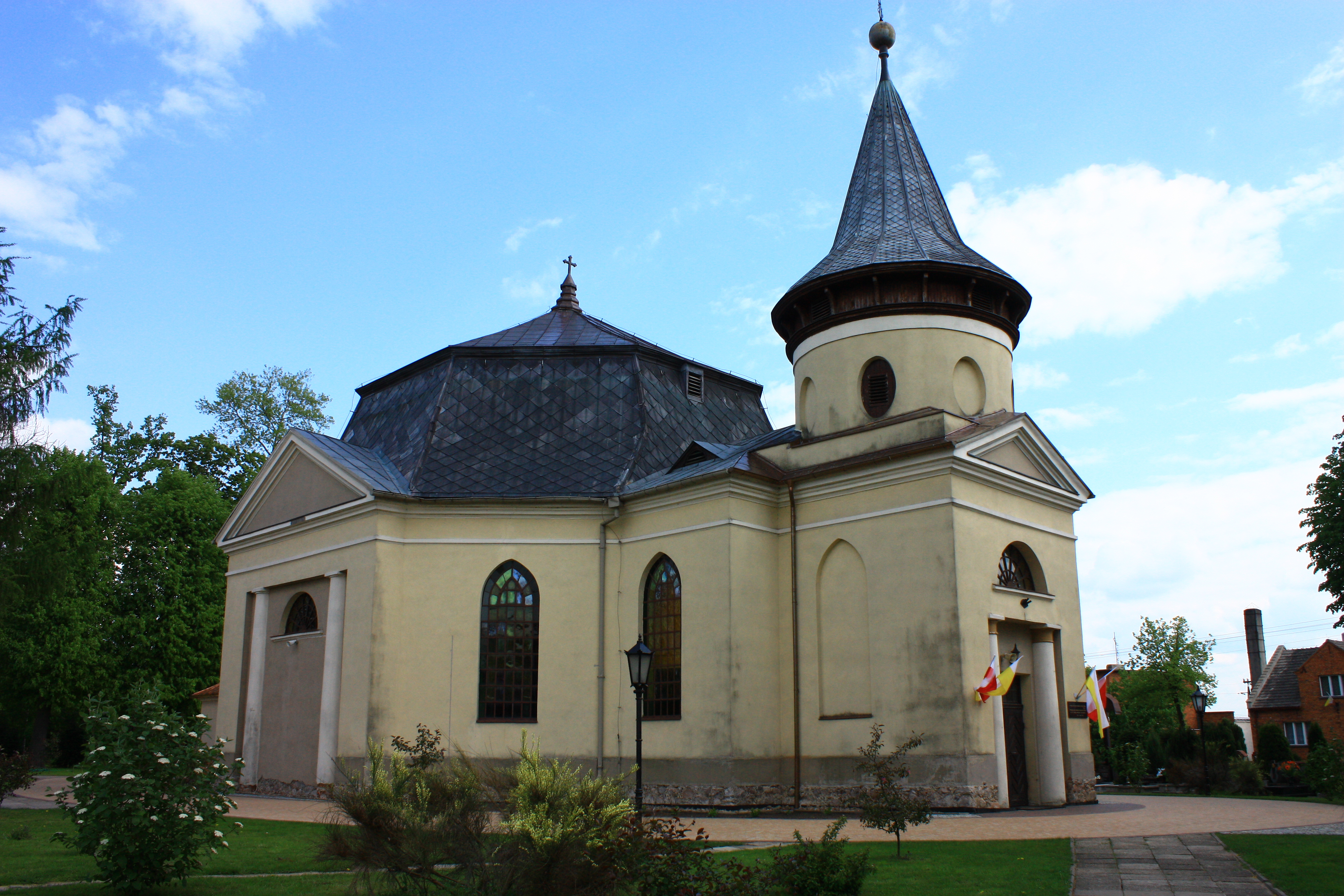
Kirche in Szkaradowo

## Verkehr
Die Landesstraße DK36 verläuft durch den Norden der Gemeinde. Ein Bahnanschluss besteht nicht.
Der nächste internationale Flughafen ist der etwa 70 Kilometer südlich gelegene Nikolaus-Kopernikus-Flughafen Breslau.

## Persönlichkeiten
- Adam Fürst Czartoryski (1845–1912), Besitzer des Guts Wielki Bór und Mitglied des Deutschen Reichstags
- Idzizlaw Czartoryski (1859–1909), Mitglied des Deutschen Reichstags; gestorben in Sielec
- Conrad von Schubert (1847–1924), preußischer Generalleutnant; geboren in Wielkibor
- Richard von Schubert (1850–1933), preußischer Offizier; geboren in Wielkibor.